# 大南國史演歌
《大南國史演歌》（越南语：／）是一部六八體越南史演歌，成書於阮朝嗣德年間，作者黎吾吉。
該書上起傳說時代的涇陽王，下至黎昭統失國。每頁分為兩部分，上半頁為漢文註解，下半頁為喃文原文。黎吾吉原文共1887句，范廷倅縮寫為1027句。
該書完成後，流傳廣泛。越南常見書坊致中堂、觀文堂、柳文堂、廣盛堂、金玉樓等都刊印過這本書。近代以來，越南也曾將該書翻譯為國語字多次出版。

## 外部連結
- 《大南國史演歌》
  - 嗣德二十三年致中堂藏板 （页面存档备份，存于）
  - 維新二年觀文堂藏板 （页面存档备份，存于）
  - 抄本 （页面存档备份，存于）